# Geunyeoneun yeppeotda
Geunyeoneun yeppeotda (hangeul: 그녀는 예뻤다, lett. Lei era bellissima; titolo internazionale She Was Pretty) è una serie televisiva sudcoreana trasmessa su MBC dal 16 settembre al 11 novembre 2015.

## Trama
Kim Hye-jin era una ragazza molto carina e ricca. Dopo la bancarotta della casa editrice di famiglia, ha sperimentato molte difficoltà e ha perso la sua bellezza. Ji Sung-joon, invece, era un ragazzo poco attraente con scarsa autostima, ma crescendo è diventato un redattore bello e di successo.
Da adulti i due decidono di incontrarsi di nuovo. Vergognandosi all'idea che il suo primo amore veda com'è diventata, Hye-jin chiede alla sua attraente migliore amica Ha-ri di presentarsi al suo posto. Le cose tuttavia si complicano quando Hye-jin trova lavoro negli uffici della rivista di moda The Most per la quale Sung-joon è vice-redattore. Egli la sminuisce e la maltratta apertamente per la sua goffaggine, senza sapere che è la sua vera amica d'infanzia. Intanto Ha-ri continua a incontrarlo e inizia ad essere attratta da lui, mentre Hye-jin è oggetto delle attenzioni di un collega d'ufficio, Shin-hyuk.

## Personaggi
- Kim Hye-jin, interpretata da Hwang Jung-eum e Jung Da-bin (da giovane)
- Ji Sung-joon, interpretato da Park Seo-joon e Yang Han-yeol (da giovane)
- Min Ha-ri, interpretata da Go Joon-hee e Lee Ja-in (da giovane)
- Kim Shin-hyuk, interpretato da Choi Siwon
- Kim Hye-rin, interpretata da Jung Da-bin
Sorella minore di Hye-jin.
- Kim Ra-ra, interpretata da Hwang Seok-jeong
Caporedattrice di The Most.
- Cha Joo-young, interpretata da Shin Dong-mi
- Kim Poong-ho, interpretato da Ahn Se-ha
- Kim Joon-woo, interpretato da Park Yu-hwan
- Joo Ah-reum, interpretata da Kang Soo-jin
- Han Seol, interpretata da Shin Hye-sun
- Boo Jong-man, interpretato da Kim Ha-gyoon
- Gwang Hee, interpretato da Jo Chang-geun
- Lee Seol-bi, interpretata da Jin Hye-won
- Jung Seon-min, interpretata da Cha Jung-won
- Park Yi-kyung, interpretata da Bae Min-jung
- Lee Eun-young, interpretata da Im Ji-hyun
- Kim Jong-seob, interpretato da Park Choong-seon
Padre di Hye-jin.
- Han Jung-hye, interpretata da Lee Il-hwa
Madre di Hye-jin.
- Min Yong-gil, interpretato da Lee Byung-joon
Padre di Ha-ri.
- Na Ji-seon, interpretata da Seo Jung-yeon
Matrigna di Ha-ri.
- Cha Hye-jung, interpretata da Yoon Yoo-sun

## Ascolti
| Episodio | Data di trasmissione | Dati TNMS           | Dati TNMS                  | Dati AGB            | Dati AGB                   |
| Episodio | Data di trasmissione | A livello nazionale | Area metropolitana di Seul | A livello nazionale | Area metropolitana di Seul |
| -------- | -------------------- | ------------------- | -------------------------- | ------------------- | -------------------------- |
| 1        | 16 settembre 2015    | 4,9%                | 5,8%                       | 4,8%                | 5,0%                       |
| 2        | 17 settembre 2015    | 7,1%                | 8,1%                       | 7,2%                | 7,8%                       |
| 3        | 23 settembre 2015    | 8,0%                | 9,1%                       | 8,5%                | 9,4%                       |
| 4        | 24 settembre 2015    | 7,8%                | 8,8%                       | 9,9%                | 9,9%                       |
| 5        | 30 settembre 2015    | 9,0%                | 10,8%                      | 10,7%               | 11,9%                      |
| 6        | 1 ottobre 2015       | 8,4%                | 10,4%                      | 10,2%               | 11,3%                      |
| 7        | 7 ottobre 2015       | 11,8%               | 13,7%                      | 13,1%               | 14,2%                      |
| 8        | 8 ottobre 2015       | 13,2%               | 15,4%                      | 14,5%               | 16,3%                      |
| 9        | 15 ottobre 2015      | 16,2%               | 19,1%                      | 16,7%               | 17,9%                      |
| 10       | 21 ottobre 2015      | 15,3%               | 17,4%                      | 17,3%               | 19,7%                      |
| 11       | 22 ottobre 2015      | 17,2%               | 19,7%                      | 17,7%               | 19,2%                      |
| 12       | 28 ottobre 2015      | 15,5%               | 17,8%                      | 16,5%               | 17,9%                      |
| 13       | 29 ottobre 2015      | 15,0%               | 17,5%                      | 18,0%               | 19,8%                      |
| 14       | 4 novembre 2015      | 15,3%               | 17,4%                      | 15,9%               | 17,8%                      |
| 15       | 5 novembre 2015      | 15,0%               | 17,8%                      | 16,9%               | 18,7%                      |
| 16       | 11 novembre 2015     | 15,0%               | 17,7%                      | 15,9%               | 17,7%                      |
| Media    | Media                | 12,17%              | 14,16%                     | 13,36%              | 14,66%                     |

## Colonna sonora
1. Thumping (쿵쿵쿵) – Kim Min-seung
2. Sometimes (가끔) – Zia
3. One More Step (한 걸음 더) – Kihyun dei Monsta X
4. You Don't Know Me (모르나봐) – Soyou e Brother Su
5. You're the Only One (너뿐이야) – Choi Siwon
6. A Long Way (먼 길) – Park Seo-joon
7. (They Long to Be) Close to You – The Carpenters

## Riconoscimenti
| Anno | Premio               | Categoria                                     | Ricevente                      | Risultato       |
| ---- | -------------------- | --------------------------------------------- | ------------------------------ | --------------- |
| 2015 | APAN Star Awards     | Excellence Award, Actor in a Miniseries       | Park Seo-joon                  | Candidato/a     |
| 2015 | APAN Star Awards     | Best Supporting Actress                       | Hwang Seok-jeong               | Candidato/a     |
| 2015 | Grimae Awards        | Excellence in Drama Award                     | Lee Jin-seok, Roh Hyeong-sik   | Vincitore/trice |
| 2015 | Grimae Awards        | Best Lighting Director Award                  | Kim Yong-sam                   | Vincitore/trice |
| 2015 | MBC Drama Awards     | Grand Prize (Daesang)                         | Hwang Jung-eum                 | Candidato/a     |
| 2015 | MBC Drama Awards     | Drama of the Year                             | Geunyeoneun yeppeotda          | Candidato/a     |
| 2015 | MBC Drama Awards     | PD Choice Award                               | Hwang Jung-eum                 | Vincitore/trice |
| 2015 | MBC Drama Awards     | Top Excellence Award, Actress in a Miniseries | Hwang Jung-eum                 | Vincitore/trice |
| 2015 | MBC Drama Awards     | Excellence Award, Actor in a Miniseries       | Park Seo-joon                  | Vincitore/trice |
| 2015 | MBC Drama Awards     | Excellence Award, Actor in a Miniseries       | Choi Siwon                     | Candidato/a     |
| 2015 | MBC Drama Awards     | Excellence Award, Actress in a Miniseries     | Go Joon-hee                    | Candidato/a     |
| 2015 | MBC Drama Awards     | Top 10 Stars                                  | Hwang Jung-eum                 | Vincitore/trice |
| 2015 | MBC Drama Awards     | Top 10 Stars                                  | Park Seo-joon                  | Vincitore/trice |
| 2015 | MBC Drama Awards     | Best Supporting Actor in a Miniseries         | Ahn Se-ha                      | Candidato/a     |
| 2015 | MBC Drama Awards     | Best Supporting Actress in a Miniseries       | Hwang Seok-jeong               | Vincitore/trice |
| 2015 | MBC Drama Awards     | Best Supporting Actress in a Miniseries       | Shin Dong-mi                   | Candidato/a     |
| 2015 | MBC Drama Awards     | Best New Actor in a Miniseries                | Park Yu-hwan                   | Candidato/a     |
| 2015 | MBC Drama Awards     | Best New Actress in a Miniseries              | Shin Hye-sun                   | Candidato/a     |
| 2015 | MBC Drama Awards     | Best Young Actor                              | Yang Han-yeol                  | Vincitore/trice |
| 2015 | MBC Drama Awards     | Popularity Award, Actor                       | Park Seo-joon                  | Vincitore/trice |
| 2015 | MBC Drama Awards     | Popularity Award, Actor                       | Choi Siwon                     | Candidato/a     |
| 2015 | MBC Drama Awards     | Popularity Award, Actress                     | Hwang Jung-eum                 | Vincitore/trice |
| 2015 | MBC Drama Awards     | Popularity Award, Actress                     | Go Joon-hee                    | Candidato/a     |
| 2015 | MBC Drama Awards     | Best Couple Award                             | Park Seo-joon e Hwang Jung-eum | Candidato/a     |
| 2015 | MBC Drama Awards     | Writer of the Year                            | Jo Sung-hee                    | Vincitore/trice |
| 2016 | Baeksang Arts Awards | Best Drama                                    | Geunyeoneun yeppeotda          | Candidato/a     |
| 2016 | Baeksang Arts Awards | Best Director (TV)                            | Jung Dae-yoon                  | Candidato/a     |
| 2016 | Baeksang Arts Awards | Best Actress (TV)                             | Hwang Jung-eum                 | Candidato/a     |
| 2016 | Baeksang Arts Awards | Most Popular Actor (TV)                       | Park Seo-joon                  | Candidato/a     |
| 2016 | Baeksang Arts Awards | Most Popular Actress (TV)                     | Hwang Jung-eum                 | Candidato/a     |